# Barhapple Loch
Barhapple Loch är en sjö i Storbritannien.   Den ligger i riksdelen Skottland, i den centrala delen av landet, 500 km nordväst om huvudstaden London. Barhapple Loch ligger 96 meter över havet. I omgivningarna runt Barhapple Loch växer i huvudsak blandskog.